# برگنفیلد (نیوجرسی)
برگنفیلد (به انگلیسی: Bergenfield) شهری در ایالت نیوجرسی کشور ایالات متحده آمریکا است که جمعیت آن در سرشماری سال ۲۰۱۰ میلادی، ۲۶٬۷۶۴ نفر بوده‌است.